# Chiesa di San Giovanni Battista (Civitella Roveto)
La chiesa di San Giovanni Battista è un edificio religioso di Civitella Roveto, in provincia dell'Aquila e diocesi di Sora-Cassino-Aquino-Pontecorvo; fa parte della zona pastorale di Balsorano.

## Storia e descrizione
La chiesa madre di Civitella Roveto, dedicata al santo patrono Giovanni Battista, appare citata per la prima volta in un documento ecclesiastico dell'XI secolo.
Ricostruita ex novo nel Cinquecento venne completata nel 1595 e ampiamente rimaneggiata nel 1640 e nel 1834.
Nel corso del XX secolo sono state ricostruite le parti crollate o gravemente danneggiate dal terremoto della Marsica del 1915. I vari interventi di recupero della chiesa sono stati effettuati nel rispetto dello stile architettonico rinascimentale, in particolare nelle tre navate. L'elemento superstite del XV secolo è il campanile quadrato in pietra che svetta posteriormente. 
La facciata si caratterizza per la luminosità e il portale in bronzo realizzato nel 1996 dall'artista Pasquale Di Fabio. Internamente gli elementi di maggior pregio sono l'altare maggiore dai marmi policromi, gli affreschi seicenteschi dell'abside raffiguranti scene di vita di san Giovanni Battista, l'antico battistero e il fonte battesimale di epoca più recente. In una cappella della navata sinistra è presente la tela ad olio di san Biagio attribuita al noto artista Tiziano Vecellio (l'attribuzione al Tiziano è testimoniata e giustificata dalla presenza chiara e inequivocabile della sua firma apposta nell'angolo in basso a destra della tela, molto probabilmente fu una tela pervenuta ai Colonna poiché la cappella medesima è fregiata in alto con appunto lo stemma dei Colonna), nelle pareti laterali dell'altare maggiore sono presenti grandi tele ad olio seicentesche della natività e la decapitazione di Giovanni Battista e nella parete frontale/centrale è presente la grande tela ad olio seicentesca del battesimo di Gesù; nella cappella destra adiacente all'altare maggiore è presente una copia del quadro della Madonna del Buon Consiglio, la tela originale antecedente il V secolo e di inestimabile valore, fu trafugata negli anni '80 nei giorni in cui erano in corso i festeggiamenti in suo onore e durante i quali furono incoronati (con corone in oro massiccio tempestate di pietre preziose) sia il bambino Gesù  che la Madonna ritratti nella tela stessa. 
Nelle cappelle delle navate laterali si trovano le statue di san Giovanni Battista, del Cristo morto e della Madonna addolorata vestita di nero.